# Glyptorhagada janaslini
Glyptorhagada janaslini é uma espécie de gastrópode  da família Camaenidae.
É endémica da Austrália.